# Útok dodávkou v Londýně (červen 2017)
V noci na pondělí 19. června 2017 došlo v Londýně k útoku dodávkovým automobilem na skupinu chodců. K incidentu došlo poblíž Severolondýnské ústřední mešity v městské části Finsbury Park na severu Londýna. Na místě zemřel jeden člověk a 10 bylo zraněno. Pachatel byl lidmi zadržen a zatčen policií. Ta čin začala vyšetřovat jako potenciálně teroristický.

## Průběh útoku
K útoku došlo krátce po půlnoci v ulici Seven Sisters Road v městské části Finsbury Park nedaleko místní mešity, a to v období ramadánu, kdy se muslimové rozcházeli z modliteb. Řidič bílého dodávkového vozu projížděl vysokou rychlostí kolem 80 km/h pruhem vyhrazeným pro autobusy a taxíky. Najel záměrně do skupiny věřících na chodníku, která se patrně shlukla kolem staršího muže, jemuž podávala první pomoc. Podle původních výpovědí svědků poté pachatel vyskočil a nejméně jednoho člověka pobodal, policie však později nepotvrdila žádné bodné zranění. Podle některých svědků z dodávky vyskočili muži tři, ani to však policie nepotvrdila.
Policii byl incident nahlášen kolem 20 minut po půlnoci místního času (BST, v 1.20 SELČ). Podle očitého svědka projížděla policie náhodou kolem, a tak byla u incidentu téměř okamžitě. Národní koordinátor pro boj proti terorismu Neil Basu uvedl, že řidič byl zatčen pro podezření z vraždy. Potvrdil, že v dodávce kromě řidiče nikdo další nebyl a že incident měl všechny znaky teroristického útoku.
Londýnská záchranná služba odvezla do nemocnice 8 zraněných, další nejméně dva ošetřila na místě. Jeden člověk na místě zemřel, jednalo se o toho, komu již byla poskytována první pomoc, a případná souvislost úmrtí s útokem má být teprve předmětem vyšetřování. Dva z osmi hospitalizovaných lidí byli ve velmi vážném stavu. Všichni zranění i zemřelý člověk byli muslimové.

## Pachatel
Pachatel útoku byl na místě lidmi zadržen a následně zatčen policií. Podle očitého svědka vykřikoval, že chce zabít všechny muslimy. Dav lidí chtěl muže lynčovat, zásah imáma však případné další násilí zastavil. Muž přitom podle svědků či amatérských videozáznamů vykřikoval „zabijte mě“. Řidič, zjevně zraněný, byl po zadržení odvezen na vyšetření do nemocnice, i k prošetření jeho psychického stavu. I z policejní dodávky na lidi mával a podle svědků se smál. Ještě týž den policie prohledala jeho dům.
Ve večerních hodinách 19. června média informovala o totožnosti pachatele, jímž měl být 47letý Darren Osborne z Velké Británie žijící ve waleském Cardiffu. Vyrůstal v západoanglickém městě Weston-super-Mare, byl manželem a otcem čtyř dětí ve věku od 5 do 16 let, s partnerkou se však před několika měsíci rozešel. Podle sousedů se jednalo o agresivního podivína, zakomplexovaného potížistu. Podle deníku The Guardian nejsou žádné důkazy Osborneově členství v nějaké krajně pravicové organizaci a nikdy předtím nebyl vyšetřován bezpečnostními složkami, na Twitteru však sledoval profily lídrů nacionalistické strany Britain First. Podle deníku Telegraph se jeho postoje začaly radikalizovat po nedávných londýnských útocích na London Bridge a v Manchesteru. Návštěvník hospody nedaleko jeho bydliště vypověděl, že se tam v sobotu před útokem Osborne opil a byl vykázán, proklínal muslimy a vyhrožoval, že něco udělá.
Dodávku, kterou použil k útoku, si v neděli předtím vypůjčil v půjčovně nákladních vozů ve vesnici Pontyclun nedaleko Cardiffu.

## Reakce a následky

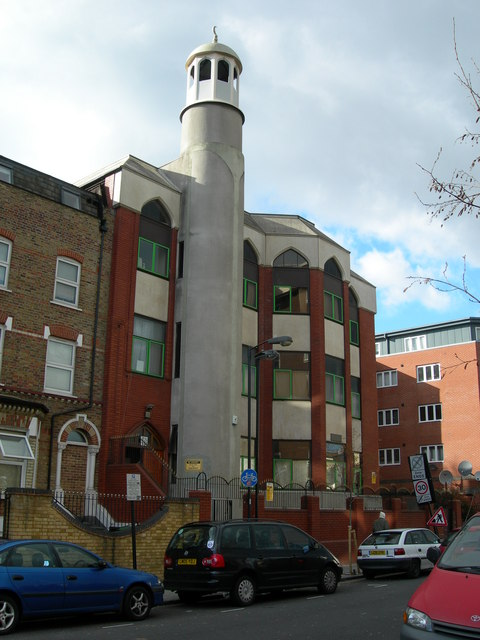
Severolondýnská ústřední mešita ve Finsbury Park

V ranních hodinách se sešel vládní krizový štáb COBRA v čele s britskou premiérkou Theresou Mayovou. Ta označila událost za „strašný incident“ a potvrdila, stejně jako ministerstvo vnitra, že policie jej vyšetřuje jako potenciální teroristický čin. Uvedla rovněž, že zlo tohoto druhu nikdy neuspěje a její vláda „se nezastaví před ničím“, aby porazila extremismus, a to včetně islamofobie. Předseda labouristů Jeremy Corbyn, jenž je poslancem právě za tento obvod, prohlásil, že jej čin naprosto šokoval. Rovněž ministryně vnitra Amber Ruddová uvedla v prohlášení, že je v myšlenkách se všemi, které útok zasáhl.
Londýnský starosta Sadiq Khan na Twitteru vyjádřil soucit se všemi, kterých se dotkl tento „hrůzný teroristický útok na nevinné lidi ve Finsbury Park“. V prohlášení pak čin označil za „útok na společné hodnoty tolerance, svobody a úcty“, stejně jako nedávné útoky v Manchesteru, Westminsteru a na London Bridge. Také přislíbil vyslání většího počtu policistů do ulic města k uklidnění skupin obyvatel, zejména těch, kteří dodržují muslimský postní měsíc ramadán.
Britská muslimská rada uvedla, že dodávka najela do muslimů odcházejících z mešity úmyslně. Muslimské centrum při mešitě ve Finsbury Park v prohlášení čin odsoudilo a uvedlo: „Během desítek let jsme pracovali na vybudování klidné a tolerantní komunity ve Finsbury Parku. Zcela odsuzujeme jakýkoli čin nenávisti, který se snaží naše společenství rozdělit.“
Prezident Evropského židovského kongresu Moše Kantor v prohlášení uvedl: „Odsuzujeme tento útok a pokus o zvýšení napětí ve Velké Británii a stojíme za našimi muslimskými bratry a sestrami, kteří byli útokem postiženi. Útok na jedno náboženství je útokem na všechny a všechny víry musí stát při sobě proti teroru.“
Český ministr zahraničí Lubomír Zaorálek na Twitteru uvedl: „Terorismus dnes ohrožuje všechny. Soucítím se všemi, které londýnský útok zasáhl.“
Newyorská policie v souvislosti s útokem oznámila, že zvýší ostrahu mešit v New Yorku.

## Souvislosti
Někteří kritici muslimů po události upozorňovali, že Severolondýnská ústřední mešita, v jejíž blízkosti k útoku došlo, je centrem extremismu. To však bylo její minulostí, když v ní kázal radikální imám Abú Hamza, který věřící nabádal k ozbrojenému džihádu. Ten byl od roku 2004 ve vězení a mešita ve čtvrti Finsbury Park změnila svůj přístup, šíří toleranci a nezináboženské porozumění. Získala i několik ocenění za úsilí odradit mladé muslimy od extremismu.